# جيف أنغيل
جيف أنغيل (بالإنجليزية: Jeff Angell)‏ هو مغن مؤلف أمريكي، ولد في 13 فبراير 1973 في تاكوما في الولايات المتحدة.

## وصلات خارجية
- الموقع الرسمي
- جيف أنغيل على موقع ميوزك برينز (الإنجليزية)